# Un giorno fortunato (film)
Un giorno fortunato (Donald's Lucky Day) è un film del 1939 diretto da Jack King. È un cortometraggio animato della serie Donald Duck, prodotto dalla Walt Disney Productions e uscito negli Stati Uniti il 13 gennaio 1939, distribuito dalla RKO Radio Pictures. A partire dagli anni novanta è più noto come Il giorno fortunato di Paperino.

## Trama
Alle ore 23,50 di un certo venerdì 13, due criminali mettono una bomba, con esplosione a mezzanotte, in un pacco, per poi incaricare Paperino a consegnare, entro mezzanotte, il pacco al 1313 della 13ª strada. Durante il tragitto, Paperino viene avvertito dalla radio sulla sua bicicletta sulla cattiva sorte che si dice porti quel giorno e su altre superstizioni. Dopo essere quasi passato sotto una scala ed aver rotto uno specchio, Paperino si scontra con un carretto di mele e la sua bicicletta si rompe. Decide perciò di proseguire a piedi, ma si imbatte in un gatto nero e, nel tentativo di non farsi attraversare la strada da esso, finisce su un'asse sospesa in mare. Dopo parecchi sforzi per non cadere in acqua, Paperino scopre che nel pacco c'è una bomba prossima a esplodere, che il gatto butta in mare. L'esplosione che ne segue fa cadere una montagna di pesci addosso a Paperino, che ritiene di essere stato fortunato nonostante i brutti segni. Un branco di gatti randagi assale però immediatamente Paperino, mangiando in pochi istanti tutto il pesce.

## Distribuzione

### Edizione italiana
Il cortometraggio è incluso, con il primo doppiaggio, nella videocassetta Paperino e i racconti misteriosi, uscita a giugno 1985. Negli anni '90 è stato eseguito un ridoppiaggio dalla Royfilm per la trasmissione televisiva, usato anche in DVD.

### Edizioni home video

#### VHS
- Paperino e i racconti misteriosi (giugno 1985)

#### DVD
Il cortometraggio è incluso, con il ridoppiaggio, nel DVD Walt Disney Treasures: Semplicemente Paperino - Vol. 1.